# 高森城 (伊予国宇和郡)
高森城（たかもりじょう）は、愛媛県宇和島市三間町と北宇和郡鬼北町の境にあった日本の城（山城）。

## 概要
宇和島市三間町の東端、標高379mの山頂にあった。湯築城主の河野氏と同族で、中野殿と呼ばれる河野氏が城主を務めた。四国国分の後、天正15年（1587年）に伊予国に転封された戸田勝隆は当地にも代官を置いて年貢徴収を行ったが、負担が大きかったため農民が一揆を起こした。当城の城主だった河野通正は大洲城に召還され、その責任を取って切腹を命じられ、息子も処刑されている。